# Тен (співак)
Чіттапон Лічайяпорнкул (тай. ชิตพล ลี้ชัยพรกุล; нар. 27 лютого 1996), професійно відомий як Тен (тай. เต น ล์) — тайсько-китайський співак і танцюрист у Південній Кореї та Китаї. Дебютував як учасник NCT U у квітні 2016 року. Він також є учасником китайського юніту WayV, а також супергурту SuperM.

## Раннє життя
Тен народився в столиці Таїланду, Бангкоку 27 лютого 1996 року. Він китайського походження. Тен переміг в тайському телешоу Teen Superstar у 2010 році та отримав можливість підписати договір із Starship Entertainment, але в остаточному підсумку відмовився. У 2013 році він приєднався до SM Entertainment через глобальні прослуховування. Навчався в міжнародній школі Шрусбері.

## Кар'єра

### 2011—2015: до дебюту
У 2011 році він був учасником Teen Superstar під сценічним іменем TS7 TNT.
У 2013 році він був прийнятий в SM Entertainment через SM Global Audition 2013 у Бангкоку. 23 грудня його було представлено як учасник навчальної команди перед початком дебютної програми SM Entertainment, SM Rookies 23 грудня 2013 року.
У 2014 році Тен брав участь з іншими учасниками NCT у шоу Exo 90: 2014, де вони виконували пісні 90-х. У липні 2015 року він та Джехьон взяли участь у 8-й зірці 8-ї баскетбольної надії.

### 2016—2018: Дебют, NCT,Hit The Stageта Перший сингл
У квітні 2016 року SM Entertainment підтвердили, що Тен з іншими учасниками дебютують як учасники NCT, першої підгрупи NCT U, з синглом «The 7th Sense».
У червні 2016 року він приєднався до складу танцювальної програми Mnet Hit The Stage.
У січні 2017 року він приєднався до складу програми SBS, Elementary School Teacher, яка показує, що кумири з зарубіжних країн вдосконалюють свої навички корейської мови, а також звикають до корейської культури.
24 березня 2017 року SM випустила тизер для першого синглу Тена через SM Station 2 сезону під назвою «Dream in Dream». Пісня вийшла 7 квітня.
7 квітня 2017 року було оголошено, що Тен — новий учасник виконавчої команди SM Entertainment, SM The Performance.
Тен брав участь у проєктуванні альбому SM Station Season 2 зі своїм синглом «New Heroes» 6 квітня 2018 року. Сингл досяг найвищого рівня № 4 на чартах Billboard.
Тен взяв участь в першому студійному альбомі NCT 2018 Empathy, і взяв участь в NCT U «Baby Don't Stop», разом з Тейоном. Він також виступив у музичному відеокліпі «Black On Black» як учасник NCT 2018.

### 2019: WayV, SuperM
31 грудня 2018 року було оголошено, що новий гурт хлопців WayV, керована Label V, буде сформована і базується в Китаї. До складу гурту входять Кун, Вінвін, Тен, Лукас, Хендері, Сяодзюн і Янан. Вони офіційно дебютували 17 січня 2019 року дебютним мініальбомом The Vision, з піснею «Regular» NCT 127 як головним синглом.
8 серпня 2019 року було оголошено, що Тен приєднається до супергурту SuperM разом з Теміном із SHINee, Бекхьоном і Каєм з EXO, Тейоном і Марком з NCT 127 та NCT U, і Лукасом з WayV та NCT U, створеній SM Entertainment в співпраці з Capitol Records. Промоушен гурту розпочався у жовтні та мав бути спрямований на американський ринок. SuperM випустив свій одно названий дебютний мініальбом 4 жовтня 2019 року і став першим k-pop гуртом, який зайняв номер один на Billboard 200 з дебютним альбомом, а згодом вирушив у гастролі по Північній Америці з майбутніми концертами, оголошеними в Європі та Азії.

## Дискографія

### Сингли

#### Як головний виконавець
| Назва                                                                            | Рік  | Пікові позиції у чартах | Пікові позиції у чартах | Пікові позиції у чартах | Продажі       | Альбом               |
| Назва                                                                            | Рік  | KOR                     | JPN Hot                 | US World                | Продажі       | Альбом               |
| -------------------------------------------------------------------------------- | ---- | ----------------------- | ----------------------- | ----------------------- | ------------- | -------------------- |
| «Dream in a Dream» (夢中夢/몽중몽)                                               | 2017 | —                       | —                       | 5                       | - США: 1,000+ | NCT 2018 Empathy     |
| «New Heroes»                                                                     | 2018 | —                       | —                       | 4                       | Н/Д           | Сингли поза альбомом |
| «Paint Me Naked»                                                                 | 2021 | —                       | —                       | —                       | Н/Д           | Сингли поза альбомом |
| «Low Low» (with YangYang as WayV-Ten&Yangyang)                                   | 2021 | —                       | —                       | —                       | Н/Д           | Сингли поза альбомом |
| «Birthday»                                                                       | 2022 | —                       | —                       | —                       | Н/Д           | Сингли поза альбомом |
| «—» релізи, що не потрапили у чарти або не були випущені у відповідних регіонах. |      |                         |                         |                         |               |                      |

#### Як запрошений виконавець
| Назва                                                   | Рік  | Альбом               |
| ------------------------------------------------------- | ---- | -------------------- |
| «The Riot» (DJ Ginjo featuring Ten and Xiaojun of WayV) | 2020 | Сингли поза альбомом |

### Саундтреки
| Назва                                            | Рік  | Пікові позиції у чартах | Альбом                            |
| Назва                                            | Рік  | KOR                     | Альбом                            |
| ------------------------------------------------ | ---- | ----------------------- | --------------------------------- |
| «Swipe» (Prod. by C-Young, Alawn) (with Taeyong) | 2023 | 199                     | Street Woman Fighter 2 OST Part 2 |

## Нотатки
1. ↑  СИнгл «Paint Me Naked» не потрапив у Gaon Digital Chart, але посів 34 місце у Gaon Download Chart[23].
2. ↑  Сингл «Paint Me Naked» не потрапив у Japan Hot 100, але посів 38 місце у Billboard Japan Download Songs[24].
3. ↑  Сингл «Low Low» не потрапив у Gaon Digital Chart, але посів 56 місце у Gaon Download Chart[25].
4. ↑  Сингл «Low Low» не потрапив у Japan Hot 100, але посів 67 місце у Billboard Japan Download Songs[26].
5. ↑  Сингл «Birthday» не потрапив у Japan Hot 100, але посів 44 місце у Billboard Japan Download Songs chart[27].

1. 1 2  Частина проєкту SM  Station Season 2
2. ↑  Частина проєкту SM  Station Season 4
3. ↑  Частина проєкту SM  Station NCT Lab